# Гимн Вануату
Yumi, Yumi, Yumi — государственный гимн Республики Вануату. Слова и музыку написал Франсуа Винсент Эссав (фр. François Vincent Ayssav, род. 1955). Утверждён в 1980 году.
Гимн сыграл важную роль в повышении престижа бисламы. Многие слова и выражения в гимне образованы от английских (yumi < you and me, talem se < tell’em say).